# 倶留尊山

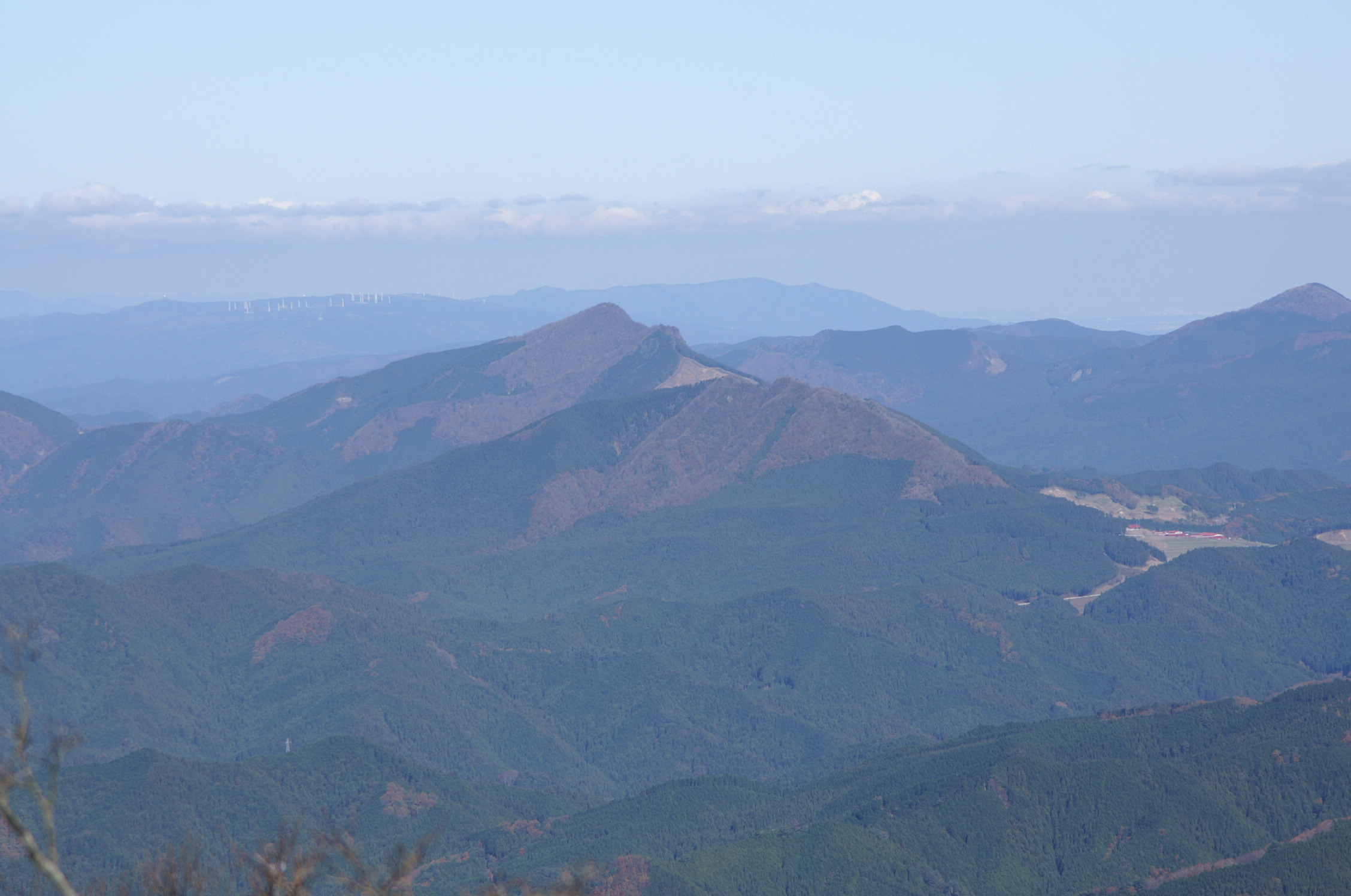
高見山から見た倶留尊山

倶留尊山（くろそやま）は、三重県津市と奈良県宇陀郡曽爾村にまたがる高見山地の標高1,037 mの山である。日本三百名山の一つに数えられる。別名「伊賀富士」。

## 概要
山名はこの山に見られる柱状節理の大障壁、すなわち賢却千仏の「拘留孫」に由来する。
倶留尊山は第三紀に活動した火山のなごりで、三重県側斜面には火山岩による柱状節理が見られる。倶留尊山、曽爾高原一帯は室生赤目青山国定公園に指定されている。
山頂には三等三角点「具留尊山」が設置されている。

## 登山ルート
曽爾村から曽爾高原の国立曽爾少年自然の家(690m)、お亀池を経て亀山峠(800m)に登り、稜線を北上し二本ボソ(996m)を経て山頂に至る。二本ボソから先の頂上部は私有地であり、環境整備のための協力金として入山料500円を徴収している。